# Histriasaurus boscarollii
Histriasaurus boscarollii es la única especie conocida del género extinto  Histriasaurus   (lat. “lagarto de Istria”) es un género representado por una única especie de dinosaurio saurópodo diplodocoide, que vivió a finales del período Cretácico, hace aproximadamente 130 millones de años, en el  Barremiense, en lo que es hoy Europa.
Histriasaurus es un gran saurópodo pobremente conocido, que se calcula que llegó a medir 25 metros de largo, 9 de alto y a pesar 20 toneladas. El arco dorsal de sus vértebras es tres veces más alta que el centro de la misma.
Histriasaurus fue encontrado en Croacia, es el primer dinosaurio de la región, en una sección de sedimento marino de rocas sedimentarias, cerca de la villa de Bale, en la Península de Istria, en el noroeste del país, en las costas del Mar Adriático. Se conoce por una vértebra incompleta y material de los miembros. El nombre de género proviene del nombre en latín de la región donde se encontró “Histria” por Istria y del griego “saurus” por lagarto. El nombre es en honor a Dario Boscarolli, que con sus colegas reportaran el descubrimiento en 1993.
El Histriasaurus es considerado dentro de la superfamilia Diplodocoidea, estando emparentado con los Rebbachisauridae, pero siendo más primitivo que estos. En recientes trabajos se coloca a Histriasaurus como un taxón dudoso.